# Дубравице (Коњиц)
Дубравице  су насељено место у Босни и Херцеговини у општини Коњиц у Херцеговачко-неретванском кантону које административно припада Федерацији Босне и Херцеговине. Према попису становништва из 1991. у насељу је живјело 228 становника.

## Становништво
По последњем службеном попису становништва из 1991. године, у насељу Дубравице живело је 125 становника. Већина становништна су били Срби.
| Националност | 1991.       | 1981. | 1971. |
| Срби         | 93 (74,40%) |       |       |
| Хрвати       | 31 (32,02%) |       |       |
| Укупно       | 125         |       |       |